# Bakalan (Dukuhseti)
Bakalan is een bestuurslaag in het regentschap Pati van de provincie Midden-Java, Indonesië. Bakalan telt 3173 inwoners (volkstelling 2010).